# Структура викопного вугілля

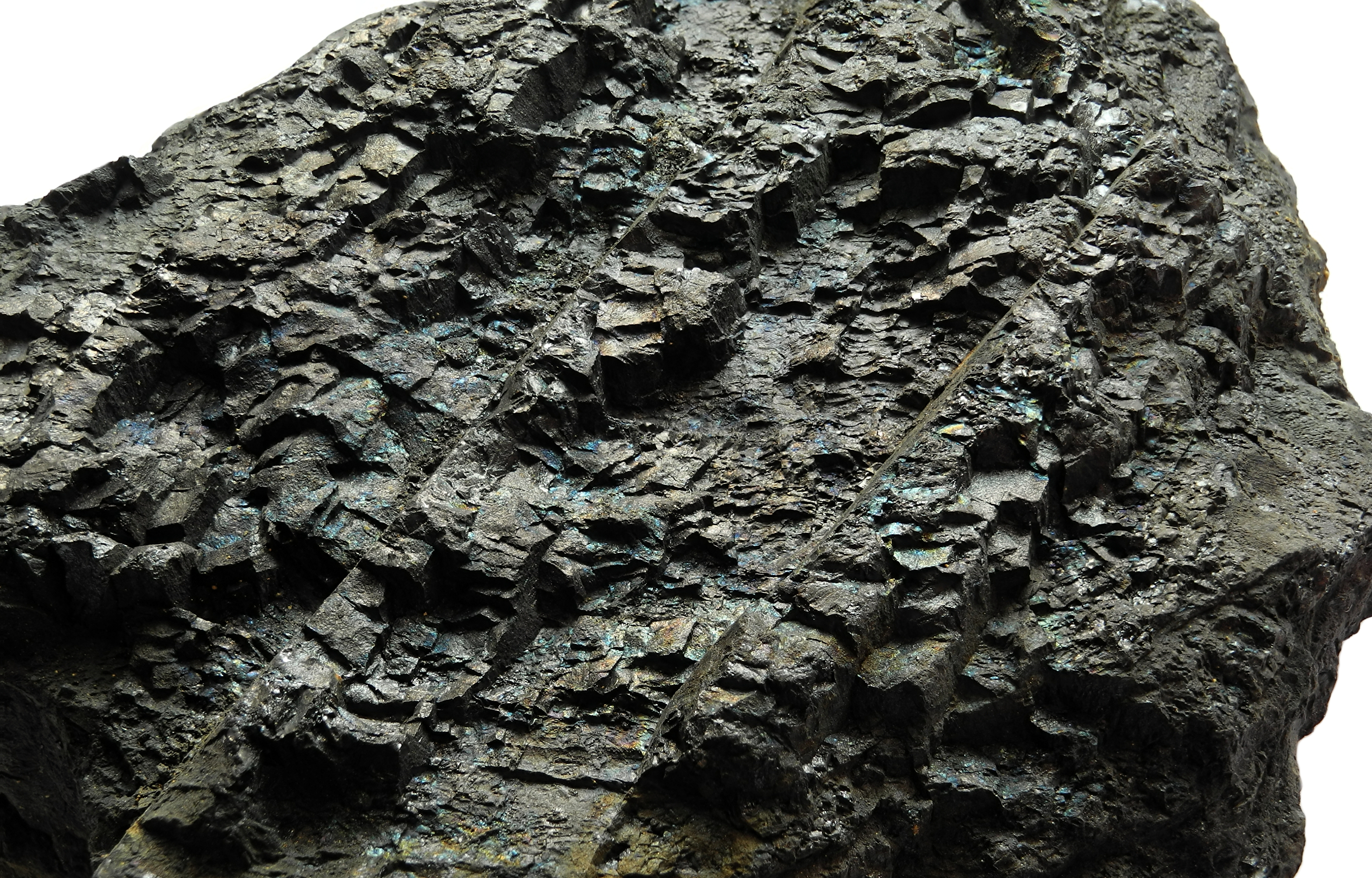
.

Структура викопного вугілля (рос. структура ископаемого угля, англ. fossil coal structure, нім. Kohlestruktur f) — комбінація інгредієнтів і мікрокомпонентів вугілля.
Розрізняють мікро- і макроструктуру. Макроструктура — комбінація видимих простим оком у вертикальному зламі різних за величиною, формою й речовинним складом інгредієнтів.
- За макроструктурою виділяють однорідне і смужкувате вугілля. Однорідна структура характеризується присутністю в основному одного складного інгредієнта, смужкувата — декількох.

- Залежно від товщини включень смужкувате вугілля розділяють на штриховане (із включеннями товщиною до 1 мм), тонкосмужкувате (1 — 3 мм), середньосмужкувате (3 — 7 мм), грубосмужкувате (7 мм). Структура викопного вугілля повністю визначається умовами його утворення й не залежить від ступеня вуглефікації. Лише в окремих випадках у сильно метаморфізованому вугіллі смужкуватість макроскопічно вирізняється менш чітко, ніж у вугіллі малометаморфізованому. Іноді смужкуватість вугілля розглядають як текстурну ознаку, тобто як один з типів шаруватості.

- За блиском виділяють матове, напівматове, напівблискуче і блискуче вугілля. Товщина лінз і смуг, що складаються інгредієнтами, у смужкуватого вугілля неоднакова.